# Karl (Hohenzollern-Haigerloch)
Karl von Hohenzollern-Haigerloch (* 1588 in Haigerloch; † 9. März 1634 in Überlingen) war der dritte Graf von Hohenzollern-Haigerloch.

## Leben
Karl war der zweite Sohn des Grafen Christoph von Hohenzollern-Haigerloch aus dessen Ehe mit Katharina († nach 1608), Tochter des Freiherrn Christoph von Welsperg. Nach dem frühen Tod seines Vaters wurde er von seinen Onkeln Eitel Friedrich I. von Hohenzollern-Hechingen und Karl von Hohenzollern-Sigmaringen erzogen und schlug zunächst eine militärische Laufbahn ein. Er heiratete am 25. März 1618 in Haigerloch Gräfin Rosamunde von Ortenburg  († 1636). Die Ehe blieb kinderlos.
Karl folgte seinem Bruder Johann Christoph 1620 als Graf von Hohenzollern-Sigmaringen zu Haigerloch. Im Januar 1633 flüchtete Karl aus seinem Schloss in Haigerloch vor den Unruhen des Dreißigjährigen Krieges mit einem Gefolge von 21 Personen auf die Burg Hohenzollern, die bald darauf von den Schweden besetzt wurde. Graf Karl wurde freier Abzug gewährt und er begab sich ins kaiserliche Lager nach Überlingen, um erfolglos nach Hilfe für den Entsatz der Burg zu ersuchen. Er starb am 9. März 1634 im dortigen Gasthaus zur Krone. 
Da er ohne Erben geblieben war, erlosch mit ihm die Linie Hohenzollern-Haigerloch. Nach den Festsetzungen der Erbvereinigung von 1575 fiel sein Land an den Fürsten Johann von Hohenzollern-Sigmaringen.